# Список дипломатических миссий Уругвая

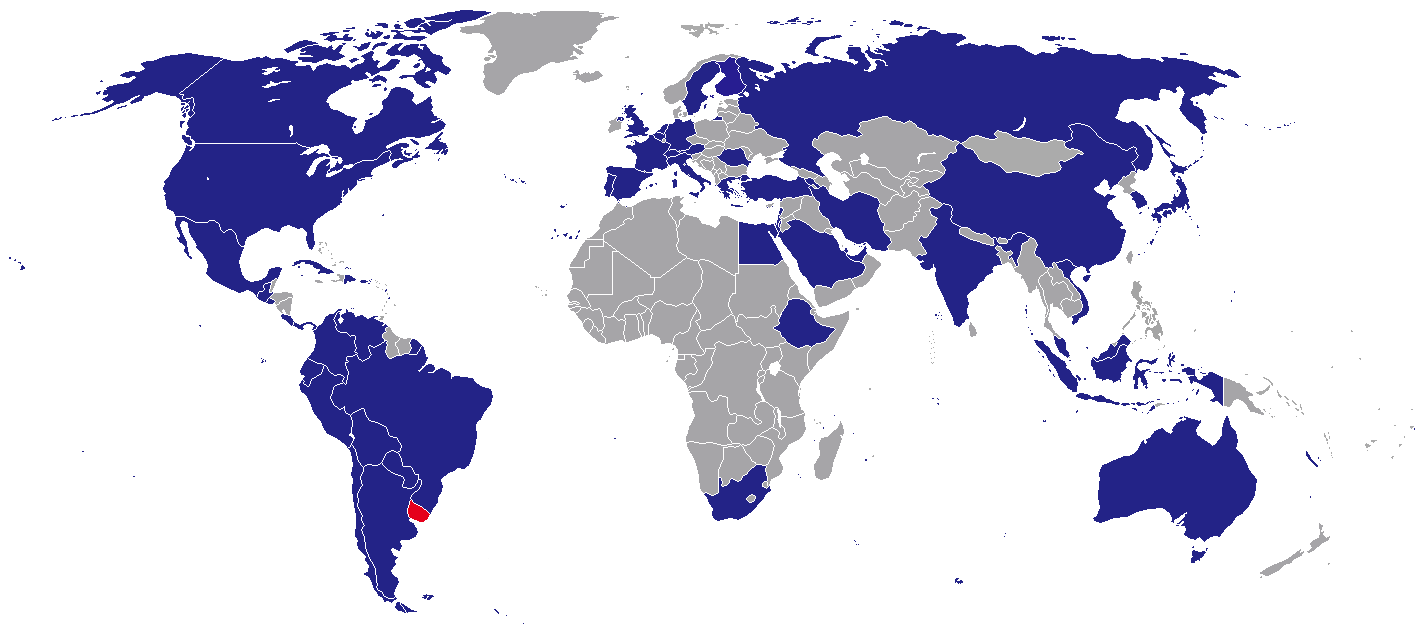

Список дипломатических миссий Уругвая — Уругвай развивает дипломатические связи в первую очередь с государствами Америки и Европы.

## Европа
- Австрия, Вена (посольство)
- Бельгия, Брюссель (посольство)
- Ватикан (посольство)
- Великобритания, Лондон (посольство)
- Германия, Берлин (посольство)
  - Гамбург (генеральное консульство)
- Греция, Афины (посольство)
- Испания, Мадрид (посольство)
  - Барселона (генеральное консульство)
  - Валенсия (генеральное консульство)
  - Сантьяго-де-Компостела (генеральное консульство)
- Италия, Рим (посольство)
  - Милан (генеральное консульство)
- Монако, Монте-Карло (генеральное консульство)
- Нидерланды, Гаага (посольство)
- Польша, Варшава (посольство)
- Португалия, Лиссабон (посольство)
- Россия, Москва (посольство)
- Финляндия, Хельсинки (генеральное консульство)
- Франция, Париж (посольство)
- Чехия, Прага (посольство)
- Швейцария, Берн (посольство)
- Швеция, Стокгольм (посольство)

## Северная Америка
- Гватемала, Гватемала (посольство)
- Доминиканская Республика, Санто-Доминго (посольство)
- Канада, Оттава (посольство)
  - Монреаль (генеральное консульство)
  - Торонто (генеральное консульство)
- Коста-Рика, Сан-Хосе (посольство)
- Куба, Гавана (посольство)
- Мексика, Мехико (посольство)
- Никарагуа, Манагуа (генеральное консульство)
- Панама, Панама (посольство)
- Сальвадор, Сан-Сальвадор (посольство)
- США, Вашингтон (посольство)
  - Лос-Анджелес (генеральное консульство)
  - Майями (генеральное консульство)
  - Нью-Йорк(генеральное консульство)
  - Хьюстон (генеральное консульство)
  - Чикаго (генеральное консульство)

## Южная Америка
- Аргентина, Буэнос-Айрес (посольство)
  - Кордова (генеральное консульство)
  - Росарио (генеральное консульство)
- Боливия, Ла-Пас (посольство)
  - Санта-Крус-де-ла-Сьерра (генеральное консульство)
- Бразилия, Бразилиа (посольство)
  - Белу-Оризонти (генеральное консульство)
  - Порту-Алегри (генеральное консульство)
  - Рио-де-Жанейро (генеральное консульство)
  - Сан-Паулу (генеральное консульство)
  - Флорианополис (генеральное консульство)
- Венесуэла, Каракас (посольство)
- Эквадор, Кито (посольство)
- Колумбия, Богота (посольство)
- Парагвай, Асунсьон (посольство)
  - Энкарнасьон (генеральное консульство)
- Перу, Лима (посольство)
- Чили, Сантьяго (посольство)

## Африка
- Ангола, Луанда (генеральное консульство)
- Египет, Каир (посольство)
- Демократическая Республика Конго, Киншаса (генеральное консульство)
- ЮАР, Претория (посольство)
  - Кейптаун (генеральное консульство)

## Азия
- Израиль, Тель-Авив (посольство)
- Индия, Нью-Дели (посольство)
- Иран, Тегеран (посольство)
- Китай, Пекин (посольство)
  - Шанхай (генеральное консульство)
- Ливан, Бейрут (посольство)
- Малайзия, Куала-Лумпур (посольство)
- ОАЭ, Дубай (генеральное консульство)
- Саудовская Аравия, Эр-Рияд (посольство)
- Южная Корея, Сеул (посольство)
- Япония, Токио (посольство)

## Океания
- Австралия, Канберра (посольство)
  - Сидней (генеральное консульство)

## Международные организации
- - Брюссель — представительство при ЕС
  - Вашингтон — постоянная миссия при ОАГ
  - Вена — постоянная миссия при учреждениях ООН
  - Женева — постоянная миссия при учреждениях ООН
  - Нью-Йорк — постоянная миссия при учреждениях ООН
  - Париж — постоянная миссия при учреждениях ЮНЕСКО
  - Рим — постоянная миссия при учреждениях ФАО.